# Geralmente reconhecido como seguro (GRAS)

Alimentos seguros preservam a saúde dos consumidores

Geralmente reconhecido como seguro (em inglês GRAS) é a designação da Food and Drug Administration (FDA), dos Estados Unidos. De que um produto químico ou substância adicionada ao alimento é considerado seguro por especialistas, e assim isento dos requisitos de tolerância de aditivos alimentares da Lei Federal de Alimentos, Medicamentos e Cosméticos dos Estados Unidos (em inglês FFDCA). O conceito de aditivo alimentar ser "geralmente reconhecido como seguro" foi descrito pela primeira vez no Food Additives Amendment of 1958, e todos os aditivos após este tempo tiveram que ser avaliados por "padrões novos".

## História
Em 1 de janeiro de 1958, a FDA estabeleceu a "Food Additives Amendment of 1958", com uma lista de 700 substâncias alimentares que foram dispensados da nova exigência que os fabricantes testem os aditivos alimentares antes de colocá-los no mercado. 31 de agosto de 1960, William W. Goodrich, conselheiro geral assistente da FDA, endereçou o encontro anual (16 Bus. Law. 107 -1960-1961) da FFDCA. O objetivo da reunião era a data próxima 6 de março de 1961, data de vigência das disposições de execução da "Food Additives Amendment of 1958", referidos como GRAS.

## GRAS - designação e listagem
A determinação GRAS pode se auto-afirmar ou a FDA pode ser notificada de uma determinação do GRAS por peritos não-governamentais qualificados:
1. Auto-afirmado. O fabricante deste produto químico ou substância tenha realizado todas as pesquisas necessárias, incluindo a formação de um painel de profissionais para avaliar as preocupações de segurança, e está preparado para usar essas descobertas para defender a condição de GRAS de seu produto.
2. Resposta da FDA a uma notificação GRAS.[1] O fabricante realizou toda a diligência acima mencionado, e apresentou uma notificação GRAS para informar a FDA de uma determinação de que a utilização de uma substância é GRAS. Após a avaliação, a FDA fornece três respostas possíveis: 1. A FDA não questiona a base para a determinação GRAS do notificador,[1] 2. A notificação não fornece uma base suficiente para a determinação GRAS, ou 3. A FDA, a pedido do notificador, deixou de avaliar o aviso de GRAS.

Em junho de 2015 (iniciado em 1998), 572 substâncias ou ingredientes alimentares foram arquivados com o FDA. Estas petições, apresentadas pelos patrocinadores ou fabricantes, são revisados para a evidência de segurança contidas no documento. FDA posta o estado da revisão como quer, sem mais perguntas ou a petição é retirada pelo requerente.
Para substâncias usadas em comidas antes de 1 de janeiro de 1958, uma "grandfather clause" permite que a experiência baseada no uso comum em alimentos possa ser usado em afirmar que eles são seguros sob as condições da sua utilização prevista.
A FDA também pode retirar explicitamente a classificação GRAS, como fez para gordura trans in 2015.

## Código de Regulamentos
O "Code of Federal Regulations", Revisado 1 de abril do 2010, inclui (CFR) título 21 170.30(b) que prevê o reconhecimento geral de segurança por meio de procedimentos científicos requerem a mesma quantidade e qualidade da evidência científica quanto é necessário para obter a aprovação da substância como aditivo alimentar e normalmente estão baseadas em estudos publicados, que podem ser confirmados por estudos não publicados e outros dados e informação.

## Uso pretendido
A substância deve ser mostrado para ser "geralmente reconhecido" como seguro sob as condições de uso previsto. O proponente da isenção tem o ônus de provar que o uso da substância é "geralmente reconhecido" como seguro. Para estabelecer esse reconhecimento, o proponente deve demonstrar que existe um consenso na opinião de especialistas sobre a segurança do uso da substância. A existência de um conflito grave entre os especialistas a respeito da segurança de uma substância opõe-se a uma declaração de reconhecimento geral.

## Falha para se qualificar
Quando o uso de uma substância é desqualificada para a isenção GRAS, a utilização da substância está sujeita à aprovação pré-mercado encomendado pela Federal Food, Drug, and Cosmetic Act. Em tais circunstâncias, a FDA pode tomar medidas coercivas para parar a distribuição da substância alimentar e os alimentos que contêm-lo, alegando que tais alimentos são ou contêm um aditivo alimentar ilegal.

## Outras leituras
- U.S. Food and Drug Administration. (1993). Everything Added to Food in the United States. Boca Raton, FL: C.K. Smoley (c/o CRC Press, Inc.).